# Дејвид Риок
Дејвид Риок (енгл. David Rioch; 6. јул 1900 — 11. септембар 1985) био је психијатријски истраживач и неуроанатом, познат као пионир у истраживању мозга и вођа интердисциплинарне неуропсихијатријске јединице на Институту за истраживање војске Волтер Рид (1951—1970), програм који је допринео формирању тада настајућег поља неуронауке.
В. Максвел Кауан, Доналд Х. Хартер и Ерик Р. Кандел су цитирали темељне улоге које су имали Дејвид Риок, Фрања О. Шмит и Стивен Куфлер у стварању неуронауке какву сада познајемо.

## Каријера
Рођен је 6. јула 1900. године близу Дерадуна, у Индији. Његови родитељи су били хришћански мисионари. Дипломирао је на Универзитету Батлер 1920. након чега је наставио студије медицине на Универзитету Џонс Хопкинс 1924. године. Затим се усавршавао из хирургије у женској болници, а затим у Strong Memorial Hospital. Студирао је 1928—9. на Универзитету у Мичигену, под стипендијом Националног савета за истраживање, где је започео истраживање анатомије међумозга сисара, истраживање које је наставио 1929. на Универзитету у Оксфорду. У овим студијама је први пут детаљно показао како су предњи мозгови паса и мачака сложенији од глодара. Био је ванредни професор анатомије на Медицинском факултету Харвард 1931—1938. Постао је професор неурологије и председавајући Одељења за неуропсихијатрију на Медицинском факултету Универзитета у Вашингтону од 1938—1943. Такође је провео годину дана на Институту за напредне студије у Принстону. Године 1943, током Другог светског рата, постао је директор истраживања у психијатријској болници у Роквилу, које је обављао до 1951.

## Институту за истраживање војске Волтер Рид
Од 1951. до пензионисања 1970. године, био је директор оснивач Одељења за неуропсихијатрију на Институту за истраживање војске Волтер Рид. Током свог мандата, посебно је проучавао однос између стреса и теже депресијске епизоде и нагласио је употребу основних анатомских и физиолошких метода у информисању психијатријских истраживања о људском понашању. Успоставио је везе између репродуктивне физиологије и неурофизиологије у мозгу примата. На његове клиничке психијатријске интересе је увелико утицао Хари Стек Саливан, а током Корејског рата је лично посматрао стрес који су борбене трупе искусиле током битке. Његова дивизија је била претеча Националног института за ментално здравље, под вођством Риоковог ученика, Џозеф В. Брејди. Након пензионисања 1970. године, наставио је са гостујућим предавањима на Универзитету Џонс Хопкинс и Универзитету у Чикагу, био је и виши научник на Институту за бихевиорална истраживања у Силвер Спрингу.
Кауан, Хартер и Кандел су тврдили да је Риок отворио пут развоју неуронауке као научне дисциплине педесетих година прошлог века, када је помогао у стварању једног од првих интердисциплинарних програма на Институту за истраживање војске Волтер Рид, састављеног од две међусобно повезане групе научника, група понашања и група мозга. Дејвид Х. Хјубел је написао да је на Одељењу неуропсихијатрије Дејвид Риок окупио групу младих неуронаучника, а фокус је био на читавом нервном систему, а не на подели биолошке теме заснованој на методама.

## Приватни живот
Оженио се клиничком психологињом Маргарет Риок 1938. Шездесетих година прошлог века су живели у предграђу Самерсет, који су понекад у називали „Мали Беч”. Маргарет се бавила психологијом у њиховом дому, док је Риок радио у Институту за истраживање војске Волтер Рид. Преминуо је код куће у Чеви Чејсу, 11. септембра 1985. године, након што је патио од срчаних проблема.